# Kaliema Antomarchi
Kaliema Antomarchi (25 de abril de 1988) es una deportista cubana que compite en judo.
Ganó una medalla en el Campeonato Mundial de Judo de 2017, y siete medallas en el Campeonato Panamericano de Judo entre los años 2009 y 2021. En los Juegos Panamericanos de 2019 consiguió una medalla de plata.

## Palmarés internacional
| Campeonato Mundial      | Campeonato Mundial        | Campeonato Mundial | Campeonato Mundial |
| Año                     | Lugar                     | Medalla            | Categoría          |
| ----------------------- | ------------------------- | ------------------ | ------------------ |
| 2017                    | Budapest (Hungría)        | Medalla de bronce  | –78 kg             |
| Juegos Panamericanos    |                           |                    |                    |
| Año                     | Lugar                     | Medalla            | Categoría          |
| 2019                    | Lima (Perú)               | Medalla de plata   | –78 kg             |
| Campeonato Panamericano |                           |                    |                    |
| Año                     | Lugar                     | Medalla            | Categoría          |
| 2009                    | Buenos Aires (Argentina)  | Medalla de oro     | –78 kg             |
| 2015                    | Edmonton (Canadá)         | Medalla de bronce  | –78 kg             |
| 2016                    | La Habana (Cuba)          | Medalla de bronce  | –78 kg             |
| 2017                    | Ciudad de Panamá (Panamá) | Medalla de plata   | –78 kg             |
| 2018                    | San José (Costa Rica)     | Medalla de oro     | –78 kg             |
| 2019                    | Lima (Perú)               | Medalla de plata   | –78 kg             |
| 2021                    | Guadalajara (México)      | Medalla de plata   | –78 kg             |